# Interhotel

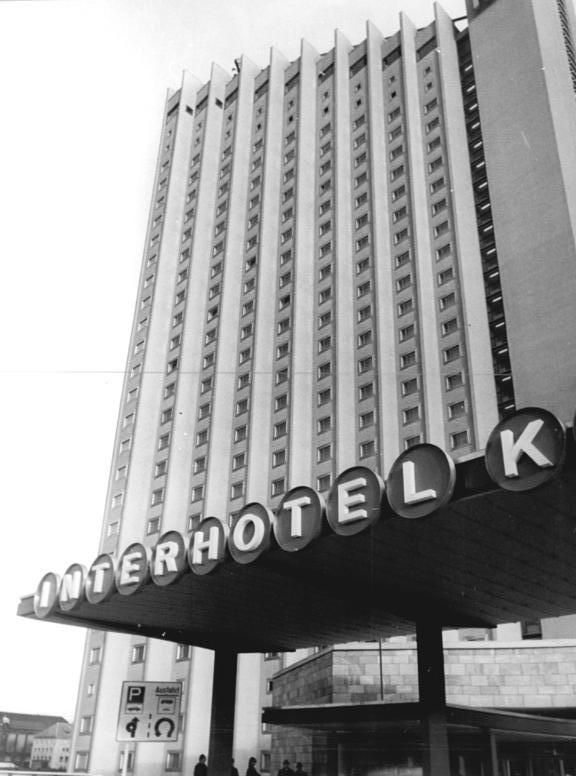
L'Interhôtel Kongress à Karl-Marx-Stadt en 1974, aujourd'hui Dorint Kongresshotel Chemnitz.

Interhotel était une chaîne d'hôtels de luxe est-allemande, fondée en 1965. Comme les Intershops, ils étaient destinés à alimenter la RDA en devises étrangères.

## Histoire

Logo de la chaîne Interhotel.

À l'origine, la chaîne hôtelière se composait d'un hôtel à Berlin, Erfurt, Jena et Magdeburg, deux hôtels à Chemnitz (alors Karl-Marx-Stadt) et cinq hôtels à Leipzig .
Les hôtels 5 étoiles étaient exclusivement réservés aux clients d'États non socialistes, les hôtels 4 étoiles étaient principalement destinés aux clients des pays du Comecon, par exemple, le Park Inn Berlin (alors Stadt Berlin) a été construit pour les Soviétiques. Il y avait aussi des hôtels 3 étoiles dans les petites villes, comme Hotel Elephant à Weimar .
Pratiquement tous les hôtels de luxe en Allemagne de l'Est faisaient partie de la chaîne Interhotel, les exceptions notables étant l'hôtel Neptun à Warnemünde et le château Cecilienhof à Potsdam. Le Verband Deutscher Konsumgenossenschaften (VDK), le syndicat des coopératives de consommation de la RDA, gérait également des hôtels, principalement des hôtels 4 et 3 étoiles comme le Konsum Erholungsheim à Oberhof, qui fait toujours partie de ce qui reste du mouvement coopératif. en Allemagne.
Après la réunification allemande, la plupart des hôtels étaient toujours gérés par Interhotel AG. En 1991, certains hôtels ont été vendus au groupe Klingbeil, et en décembre 2006, d'autres au groupe Blackstone.
Les hôtels Interhotel étaient sous le contrôle du service de sécurité de l’Etat d’Allemagne de l’Est, la Stasi, relevant du Département du tourisme. La Stasi a surveillé des touristes internationaux en envoyant des prostituées dans des chambres d'hôtel. Elle concentrait ses activités de renseignement sur les hôtels où des discussions politiques avaient lieu, comme l'hôtel Bellevue à Dresde .

## Liste des Interhotels

### Berlin
- Grand Hotel Berlin - renommé Maritim Grand Hotel Berlin 1992, rebaptisé Westin Grand Berlin en 1997
- Palasthotel - renommé en Radisson SAS Hotel Berlin en 1992, fermé en 2000, démoli en 2001 pour la construction d'un nouveau Radisson SAS Hotel Berlin, renommé en Radisson Blu Hotel Berlin 2009
- Hôtel Metropol - renommé en Maritim Hotel Metropol 1992, reconstruit et renommé en Maritim proArte Hotel Berlin 2000
- Domhotel - renommé en Hilton Berlin 1991
- Hotel Stadt Berlin - renommé en Forum Hotel Berlin 1993, renommé en Park Inn par Radisson Berlin Alexanderplatz 2003
- Hotel Unter den Linden - démoli en 2006
- Hôtel Berolina - démoli en 1996

### Dresde
- Hotel Bellevue - renommé en Maritim Hotel Bellevue 1992, rebaptisé The Westin Bellevue Dresden 2000, rebaptisé Bilderberg Bellevue Hotel Dresden 2020
- Hôtel Dresdner Hof - renommé en Hilton Dresden 1992
- Hotel Newa - renommé en Hotel Mercure Newa Dresden 1992, renommé en Hotel Pullman Dresden Newa 2008
- Hôtel Astoria - fermé en 1992, démoli en 1998 [3]
- Motel Dresden - renommé en Hotel am Bismarckturm 1990, fermé et démoli peu après
- Hotel Lilienstein - renommé en ibis Dresden Lilienstein 1992, rebaptisé The Student Hotel Dresden 2018
- Hôtel Königstein - renommé en ibis Dresden Königstein 1992
- Hôtel Bastei - renommé ibis en Dresden Bastei 1992

### Erfurt
- Hotel Erfurter Hof - fermé 1995
- Hotel Kosmos - renommé en Radisson SAS Hotel Erfurt 1995, renommé en Radisson Blu Hotel Erfurt 2009

### Gera
- Hotel Gera - rebaptisé en Maritim Hotel Gera 1992, démoli en 1997

### Halle
- Hotel Stadt Halle - renommé en Maritim Hotel Halle 1992 [4], converti en logement de réfugiés 2016, fermé en 2017 [5]

### Iéna
- Hotel International - démoli en 1997

### Karl-Marx-Stadt
- Hotel Kongress - renommé en Mercure Hotel Kongress Chemnitz 1992, renommé en Dorint Kongresshotel Chemnitz 2018
- Hotel Chemnitzer Hof - renommé en Günnewig Hotel Chemnitzer Hof 1992, renommé en Hotel Chemnitzer Hof 2017
- Hotel Moskau - renommé en Günnewig Hotel Europa 1992, rebaptisé plus tard Hotel an der Oper

### Leipzig
- Hotel Merkur - renommé en InterContinental Leipzig 1993, rebaptisé The Westin Leipzig 2003
- Hotel Astoria - renommé en Maritim Hotel Astoria 1992, fermé en 1996
- Hotel Deutschland - renommé en Hotel Am Ring 1972, rebaptisé Hotel Deutschland 1990, rebaptisé Hotel Mercure am Augustusplatz 1992, renommé en Radisson SAS Hotel Leipzig 2007, renommé en Radisson Blu Hotel Leipzig 2009
- Hotel Stadt Leipzig - fermé en 1992 et démoli pour la construction de l'hôtel Novotel Leipzig City
- Hotel International - fermé en 1993, rouvert sous le nom d'Hotel Fürstenhof Kempinski Leipzig 1996, renommé en Hotel Fürstenhof 2000
- Hotel Zum Löwen - renommé en Holiday Inn Garden Court Leipzig City Center 1995, renommé plus tard en Best Western Hotel Leipzig City Center

### Magdebourg
- Hotel International - démoli en 1993, Maritim Hotel Magdeburg a ouvert sur le site 1995 [6]

### Neubrandenburg
- Hotel Vier Tore - renommé en Radisson SAS Hotel Neubrandenburg, renommé en Radisson Blu Hotel Neubrandenburg 2009, démoli en 2016

### Oberhof
- Hotel Panorama - renommé en Ramada Treff Hotel Panorama Oberhof, puis Treff Hotel Panorama Oberhof

### Potsdam
- Hotel Potsdam - renommé en Mercure Hotel Potsdam 1992

### Rostock
- Hotel Warnow - renommé en Radisson SAS Hotel Rostock 1992, démoli en 2001 pour la construction d'un nouvel hôtel Radisson SAS Rostock, renommé en Radisson Blu Hotel Rostock 2009

### Suhl
- Hotel Thüringen-Tourist - renommé en Hotel Thüringen Suhl, rebaptisé plus tard Michel Hotel Suhl

### Weimar
- Hôtel Elephant
- Hôtel Belvedere - achevé en 1992 sous le nom de Hilton Weimar, renommé en Leonardo Hotel Weimar 2007 [7]

## Galerie

Interhotel DDR
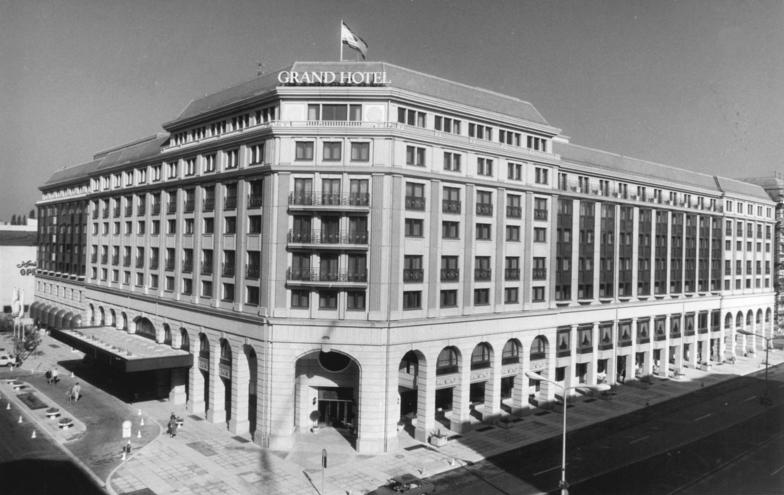
Grand Hotel Berlin, 1987
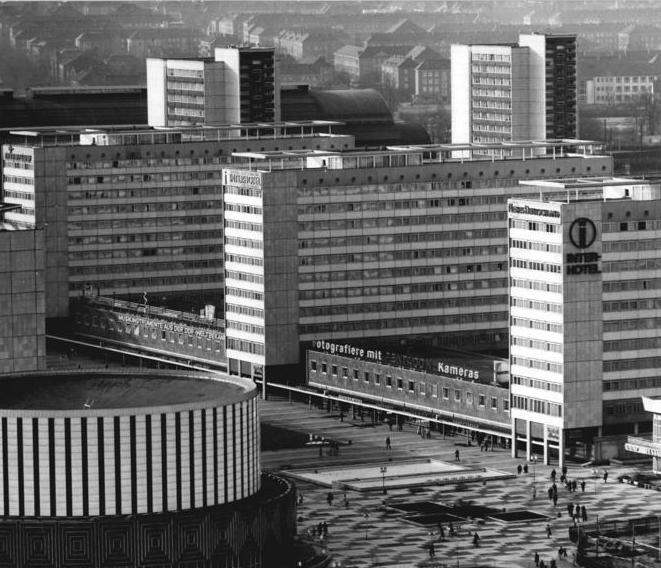
Hôtels Bastei, Königstein et Lilienstein, 1975
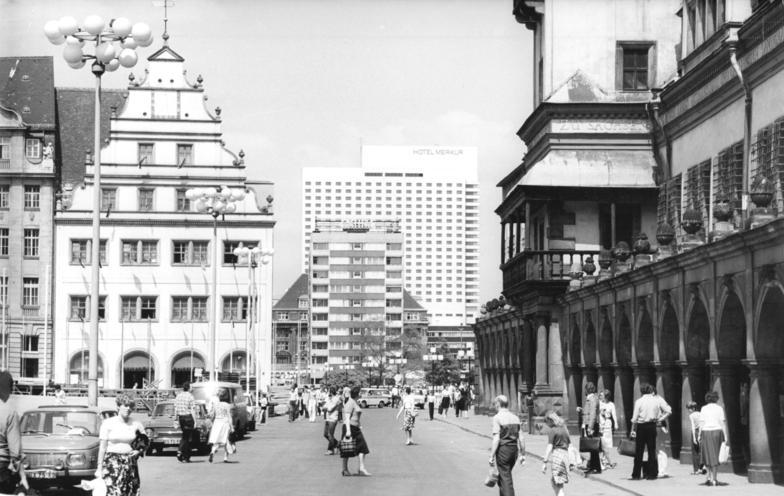
Hotel Merkur à Leipzig, 1981
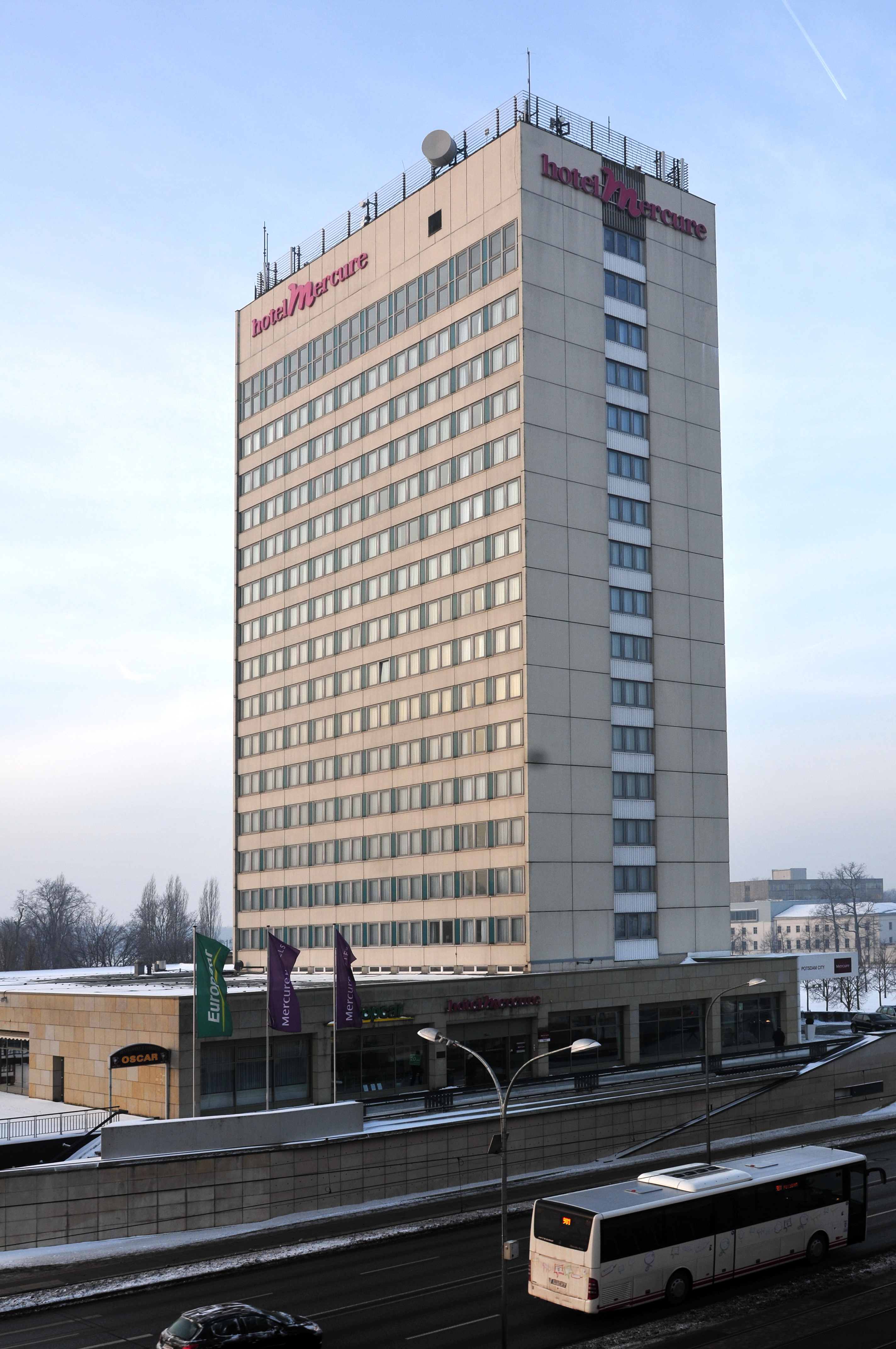
Mercure Hotel Potsdam, 2014
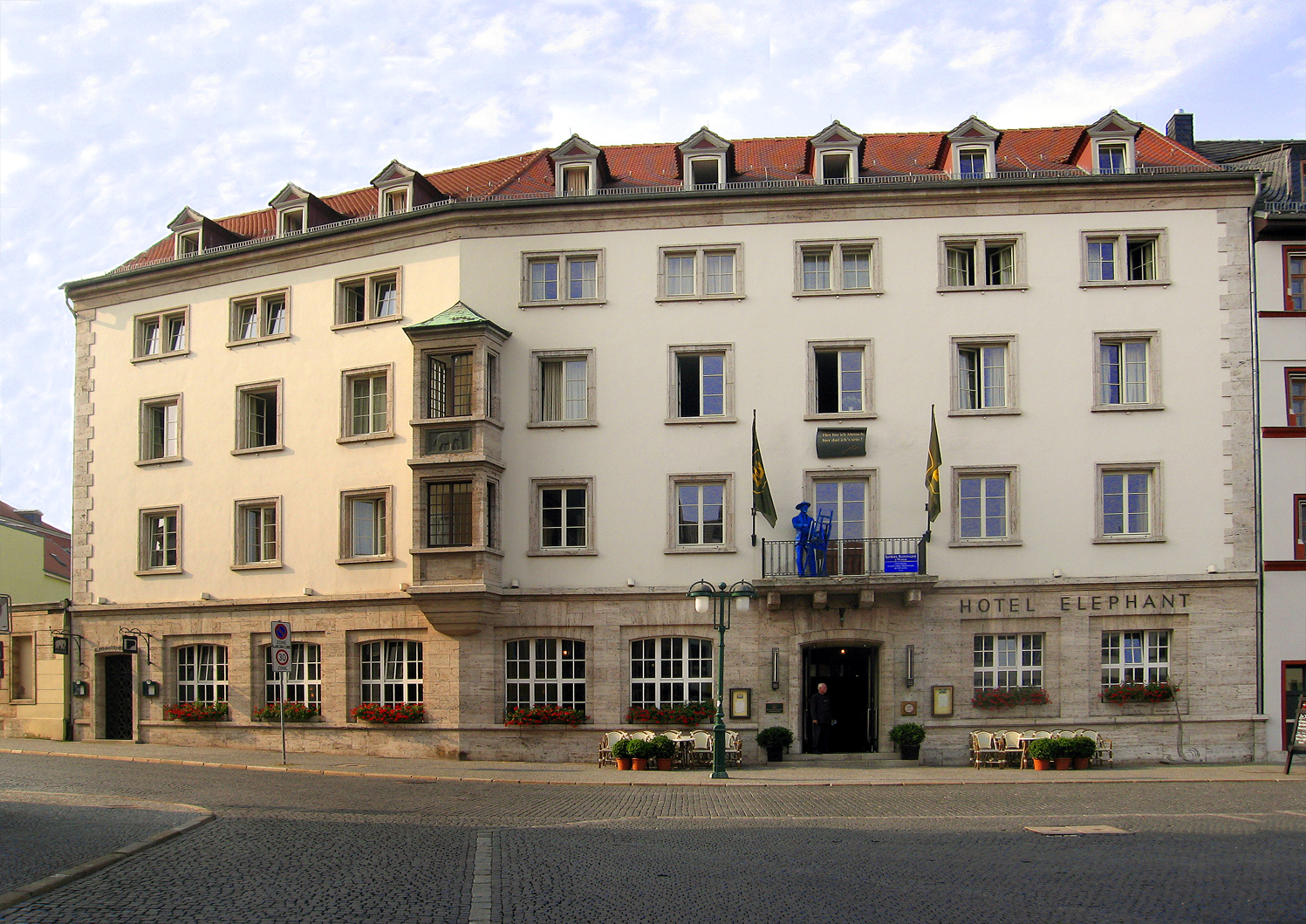
Hotel Elephant à Weimar